# ジョージ・ギブス (特殊効果アーティスト)
ジョージR.ギブス（George Gibbs, 1937年 - 2020年12月15日）は、特殊効果アーティストである。『インディ・ジョーンズ/魔宮の伝説』、『ロジャー・ラビット』、『インディ・ジョーンズ/最後の聖戦』などで知られる。

## 主なフィルモグラフィ
- フラッシュ・ゴードン Flash Gordon (1980)
- ピンク・パンサーX Trail of the Pink Panther (1982)
- コナン・ザ・グレート Conan the Barbarian (1982)
- 人生狂騒曲 Monty Python's The Meaning of Life (1983)
- ピンク・パンサー5 クルーゾーは二度死ぬ Curse of the Pink Panther (1983)
- インディ・ジョーンズ/魔宮の伝説 Indiana Jones and the Temple of Doom (1984)
- 未来世紀ブラジル Brazil (1985)
- ラビリンス/魔王の迷宮 Labyrinth (1986)
- ロジャー・ラビット Who Framed Roger Rabbit (1988)
- インディ・ジョーンズ/最後の聖戦 Indiana Jones and the Last Crusade (1989)
- パトリオット・ゲーム Patriot Games (1992)
- エイリアン3 Alien³ (1992)
- トゥルーナイト First Knight (1995)
- 101 101 Dalmatians (1996)
- セイント The Saint (1997)
- 仮面の男 The Man in the Iron Mask (1998)
- フロム・ヘル From Hell (2001)
- リーグ・オブ・レジェンド/時空を超えた戦い The League of Extraordinary Gentlemen (2003)
- DOOM Doom (2005)

## 受賞とノミネート
| 賞               | 年   | 部門           | 作品名                          | 結果       |
| ---------------- | ---- | -------------- | ------------------------------- | ---------- |
| アカデミー賞     | 1984 | 視覚効果賞     | インディ・ジョーンズ/魔宮の伝説 | 受賞       |
| アカデミー賞     | 1988 | 視覚効果賞     | ロジャー・ラビット              | 受賞       |
| アカデミー賞     | 1992 | 視覚効果賞     | エイリアン3                     | ノミネート |
| 英国アカデミー賞 | 1984 | 特殊視覚効果賞 | インディ・ジョーンズ/魔宮の伝説 | 受賞       |
| 英国アカデミー賞 | 1985 | 特殊視覚効果賞 | 未来世紀ブラジル                | 受賞       |
| 英国アカデミー賞 | 1986 | 特殊視覚効果賞 | ラビリンス/魔王の迷宮           | ノミネート |
| 英国アカデミー賞 | 1988 | 特殊効果賞     | ロジャー・ラビット              | 受賞       |
| 英国アカデミー賞 | 1989 | 特殊効果賞     | インディ・ジョーンズ/最後の聖戦 | ノミネート |
| 英国アカデミー賞 | 1992 | 特殊効果賞     | エイリアン3                     | ノミネート |